# Rio Ahuriri
O Rio Ahuriri situa-se na região de Otago na Nova Zelândia. Nasce a leste das Alpes do Sul e vai desaguar no Oceano Pacífico.
Grande parte do rio corre no Parque de conservação Ahuriri
A cidade a mais próxima é Omarama.